# Harbin Y-12
Die Harbin Y-12 (auch Harbin Yunshuji Y12) ist ein zweimotoriges chinesisches Schulterdeckerflugzeug der Harbin Aircraft Manufacturing Corporation.

## Geschichte
Die Y-12 wurde seit 1980 als Nachfolgerin der Harbin Y-11 entwickelt. Im Verhältnis zu dieser hat sie eine größere Reichweite und veränderte Tragflächen. Die erste Maschine startete am 14. Juli 1982 zu ihrem Jungfernflug. Der Typ wurde von Lao Airlines, Air Fiji, Air Kiribati, Air Vanuatu sowie verschiedenen asiatischen und afrikanischen Streitkräften sowie der peruanischen Luftwaffe eingesetzt. Bis März 2016 wurden rund 200 Y-12 gebaut.
Mitte November 2014 kursierten Gerüchte über einen Verkauf von 20 Stück an eine amerikanische Firma. Erst im Jahr 2016 erhielt die Version E jedoch in den USA ihre Musterzulassung.
Verschiedene Staaten erhielten die Flugzeuge als Geschenk Chinas, so das Flugzeug im Einsatz bei Real Tonga, wohin auch eine chinesische Xi’an MA60 verschenkt worden war.

## Versionen

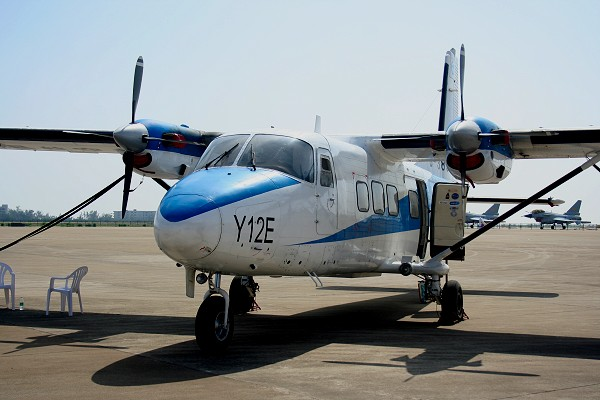
Harbin Y-12E auf der Airshow China 2008 auf dem Zhuhai International Airport

Später folgten die verbesserten Varianten Y-12 II (mit PT6A-27 (462 kW) und Hartzell-Propeller) mit Zulassung im Jahr 1984 und Y-12 IV.
Die Y-12 IV ist eine Passagiermaschine für 19 Personen mit auf 5670 kg erhöhter Startmasse, die am 30. August 1993 erstmals flog und die Zulassung der FAA am 26. März 1995 erhielt. Bei der Y-12C handelt es sich um eine Militärversion mit WJ-9-Antrieb.
Bei der sich heute noch im Einsatz befindlichen Y-12E für 18 Passagiere (entwickelt auf Basis der Y-12 IV) wurden das verbesserte PT6A-135A, eine bessere Avionik und Innenausstattung sowie ein geändertes Fahrwerk verwendet. Die Y-12E ist 14,6 m lang, hat eine Spannweite von 19,2 m und eine maximale Startmasse von 5,67 Tonnen. Die Maximalgeschwindigkeit beträgt 238 km/h, die Reichweite 1340 km, die Flughöhe 7000 m.
Die Y-12 G ist eine Frachterversion für drei LD3-Standardcontainer. Die Y-12 Twin Panda (2000) ist eine Exportversion auf Basis der Y-12 II, sie wurde aber später entwickelt als die Y-12 IV.
Die neueste Version Y-12F besteht aus einem breiteren Rumpf, neuen und nicht abgestrebten Tragflächen, einem einziehbaren Fahrwerk und stärkeren Triebwerken. Sie besitzt die Zulassung der Federal Aviation Administration für die Vereinigten Staaten. Von ihr wurden allerdings seit ihrem Erstflug im Dezember 2010 nur drei Exemplare produziert, das letzte im Jahr 2015. Seither wurde das Programm Y-12F offensichtlich eingestellt.

## Nutzung
Aufgrund ihrer STOL-Eigenschaften wird die Maschine u. a. auf kleinen Inselflughäfen und im Hochgebirge eingesetzt. Der Air Wing der Seychellen erhielt von China 2011 zwei Flugzeuge des Typs Y-12E zur Piratenbekämpfung.

## Zwischenfälle
- Am 26. September 1992 platzte an einer Harbin Yunshuji Y-12-II (Luftfahrzeugkennzeichen 9N-ACI) der Royal Nepal Airlines mit 14 Personen an Bord beim Start auf dem Flughafen Lukla der Bugradreifen. Das Bugfahrwerk brach, die Maschine kollidierte außerhalb der Startbahn mit einem Damm, wurde schwer beschädigt und musste abgeschrieben werden. Alle Insassen (2 Besatzungsmitglieder, 12 Passagiere) überlebten.[7]
- Am 10. April 2006 raste eine Yunshuji Y 12 II Turbo Panda bei stürmischem Wetter und Nebel in der Nähe von Marsabit (Kenia) in einen Hügel. Das Flugzeug brannte sofort völlig aus. Von den 17 Insassen kamen 14 ums Leben. Unter ihnen befanden sich einige hochrangige Politiker des Landes.[8]
- Am 12. Januar 2021 stürzte eine Harbin Y-12 der kenianischen Luftwaffe in der Nähe von Voi (Kenia) ab. Alle 4 Insassen kamen dabei ums Leben.[9]

## Technische Daten
Als Triebwerk der für 17 Passagiere ausgelegten Maschine kamen bei der Basisversion zwei Turboprops Pratt & Whitney Canada PT6A-11 mit 373 kW zum Einsatz. Die Maschine hatte eine Spannweite von 17,25 m, eine Länge von 14,86 m und eine Höhe von 5,68 m. Sie hatte noch keine ausgeprägten STOL-Eigenschaften.
| Kenngröße             | Daten (Y-12 IV)        |
| --------------------- | ---------------------- |
| Besatzung             | 2                      |
| Passagiere            | 19                     |
| Länge                 | 14,86 m                |
| Spannweite            | 17,23 m                |
| Höhe                  | 5,86 m                 |
| Flügelfläche          | 34,27 m²               |
| Flügelstreckung       | 8,7                    |
| Rüstmasse             | 3000 kg                |
| Zuladung              | 1700 kg                |
| Startmasse            | 5670 kg                |
| Antrieb               | zwei PTL PT6A-27       |
| Startleistung         | je 507 kW (ca. 690 PS) |
| Höchstgeschwindigkeit | 328 km/h               |
| Reisegeschwindigkeit  | 250 km/h               |
| Steigleistung         | 8,10 m/s               |
| Gipfelhöhe            | 7010 m                 |
| max. Reichweite       | 1340 km                |